# Maryland Heights Township
Pour les articles homonymes, voir Maryland Heights (Missouri).
Maryland Heights Township est un ancien township, situé dans le comté de  Saint-Louis, dans le Missouri, aux États-Unis,.

### Source de la traduction
- (en) Cet article est partiellement ou en totalité issu de l’article de Wikipédia en anglais intitulé « Maryland Heights Township, St. Louis County, Missouri » (voir la liste des auteurs).